# Woodiphora salomonis
Woodiphora salomonis är en tvåvingeart som beskrevs av Rudolf Beyer 1966. Woodiphora salomonis ingår i släktet Woodiphora och familjen puckelflugor. Inga underarter finns listade i Catalogue of Life.